# 중화민국 국민
중화민국 국민(中華民國國民)은 중화민국 국적을 가진 자이다.

## 정의
중화민국 헌법 제3조에는 '중화민국 국적자는 중화민국 국민이다.'라고 명시되어 있다. 중화민국이 자국 영토에 포함하는 모든 지역의 주민은 법률상으로 중화민국 국민이지만, 중화민국이 실효 지배하는 타이완 지구(臺灣地區) 이외에 거주하는 자는 사실상 중화민국 국민이 아니다.
중화민국 정부는 중화인민공화국을 국가로 인정하지 않으며, 중화인민공화국 국적을 보유한 자를 자국 국민으로 보고 있다. 또한 홍콩과 마카오가 유럽 국가의 식민지였던 시기에도 중화민국 정부는 홍콩과 마카오에 거주하는 중국인을 외국인으로 인정하지 않았다. 중국 대륙 주민은 타이완 지구에 호적을 취득하고 10년 이상 거주하면 완전한 중화민국 국민의 권리와 의무를 갖게 된다. 중화민국 국적을 가진 해외 화교는 '타이완 지구에 호적이 없는 국민'으로 정의되어 타이완 지역의 국민과 구별된다. 중국 대륙 주민 및 해외 화교가 타이완 지구를 방문하려면 사전에 중화민국의 재외기구에서 출입국 허가를 취득해야 한다.

## 국민 신분의 확인
중화민국 국적법은 속인주의(屬人主義)를 채택하고 있어, 부 또는 모가 중화민국 국민이면 자녀는 출생 시에 자동으로 중화민국 국적을 취득한다.

## 중화인민공화국의특별행정구와중화민국
홍콩과 마카오 주민이 중화민국 국적을 취득하기 위해서는 타이완 지구에 연속하여 6개월 이상 거주해야 한다. 6개월이 초과되면 국민이 되며, 국민의 책임을 맡게 된다. 이러한 이유로, 홍콩에서 오는 유학생들은 병역 의무를 기피하기 위해 6개월이 되기 전에 홍콩에 돌아갔다가 타이완에 다시 돌아오기도 한다.

## 같이 보기
- 대만인
- 중국인
- 화교